# Andropogon bentii
Andropogon bentii es una especie de planta herbácea perteneciente a la familia Poaceae. 

## Distribución y hábitat
En endémica de Socotra. Su hábitat natural son los matorrales tropicales y subtropicales. Localmente común en zonas de arbustos y matorrales suculentos enano en escarpes calizos y mesetas; dominante en una pequeña área de pastizales en J. Ma'alih, a una altitud de 15 a 600 metros.

## Taxonomía
Andropogon bentii fue descrita por Otto Stapf y publicado en Kew Bulletin 6: 224. 1907.
Etimología
Andropogon nombre genérico que proviene del griego aner andr-(hombre) y pogon (barba), aludiendo a las vellosidades de los pedicelos de las espiguillas estériles masculinas.